# 斯蒂芬森冰原島峰
72°11′S 69°5′W / 72.183°S 69.083°W
斯蒂芬森冰原島峰（英語：Stephenson Nunatak）是南極洲的冰原島峰，位於亞歷山大一世島東南部，海拔高度約640米，由美國探險隊發現和測量，以英國探險隊的測量員命名。